# William H. Phelps Sr.
William H. Phelps Sr. ( New York  in Verenigde Staten,  14 juni 1875  - Caracas in Venezuela,  8 december 1965) was een Amerikaanse ornitholoog en ondernemer. Hij verzamelde in Venezuela duizenden vogels voor het American Museum of Natural History en richtte ondernemingen op en handelde in onder andere koffie.

## Levensloop en nalatenschap
Phelps sr. werd in New York geboren en studeerde aan de Harvard-universiteit. In de zomer van 1896 ging hij op een ornithologische expeditie naar Venezuela. Hij bezocht de steden Puerto Cabello en La Guaira en verkende de omgeving van Cumaná. Na een langdurig verblijf in de deelstaten Sucre en Monagas raakte hij gefascineerd door het land. In Maturín ontmoette hij de familie Tucker (Britse immigranten) en werd verliefd op Alicia Elvira, de dochter des huizes. Hij keerde terug naar de Verenigde Staten met een bescheiden collectie vogels voor het Amerikaanse museum van Natuurlijke Historie en publiceerde daarover in 1897 samen met Frank Michler Chapman, zijn mentor.
Hij maakte zijn studie af en keerde in 1897 terug en trouwde Alicia Elvira Tucker en het paar verstigde zich in Maturín. Hij stichtte ondernemingen in de koffiehandel en ook een commerciële radiozender. Verder bouwde hij verder aan de collectie vogels van Venezuela. Een van zijn kinderen, zoon William Henry Phelps jr., werd zijn belangrijkste medewerker bij zijn ornithologische activiteiten. De Phelps Collection werd de grootste vogelkundige verzameling van Zuid-Amerika en bevat 80.000 vogels als balgen, een duizendtal gefixeerd in alcohol en 1500 skeletten.
Er zijn zes nieuwe vogelsoorten en meer dan 200 ondersoorten door hem beschreven, meestal samen met zijn zoon William Henry jr. of John Todd Zimmer zoals Wetmore's ral (Rallus wetmorei).

### Publicaties (selectie)
- (met John Todd Zimmer en Ernest Thomas Gilliard)  A new race of the honey-creeper, Diglossa cyanea, from Venezuela (New York : American Museum of Natural History 1952)
- (met John Todd Zimmer) New subspecies of birds from Surinam and Venezuela (New York : American Museum of Natural History 1951)
- (met William H. Phelps Jr.) Lista de las aves de Venezuela con su distribución (Caracas: Editorial Grafolit 1950)
- (met John Todd Zimmer) A new name for Basileuterus culicivorus roraimae (New York : American Museum of Natural History 1949)

- Bibsys: 90210701
- Bibliothèque nationale de France: cb15147310p (data)
- Gemeinsame Normdatei: 142451398
- International Standard Name Identifier: 0000 0001 0801 8748
- Library of Congress Control Number: no94038359
- Nederlandse Thesaurus van Auteursnamen: 149482558
- SNAC: w6q8245r
- Virtual International Authority File: 75200822
- WorldCat: E39PBJd88f6x4YHG9GgDCp3PcP